# Astrophiura
Genre
Astrophiura est un genre d'ophiures de la famille des Astrophiuridae.
Longtemps considéré comme un chaînon manquant entre ophiures et étoiles de mer du fait de sa forme étalée, il s'agit en fait d'un taxon aberrant.

## Liste d'espèces
Selon World Register of Marine Species (24 août 2017) :
- Astrophiura caroleae Pawson, 2018
- Astrophiura chariplax Baranova, 1955
- Astrophiura kawamurai Matsumoto, 1913
- Astrophiura kohurangi McKnight, 1975
- Astrophiura levii Vadon, 1991
- Astrophiura marionae , 1951
- Astrophiura permira Sladen, 1879
- Astrophiura tiki Litvinova & Smirnov, 1981
- Astrophiura wanikawa Fujita & Hendler, 2001

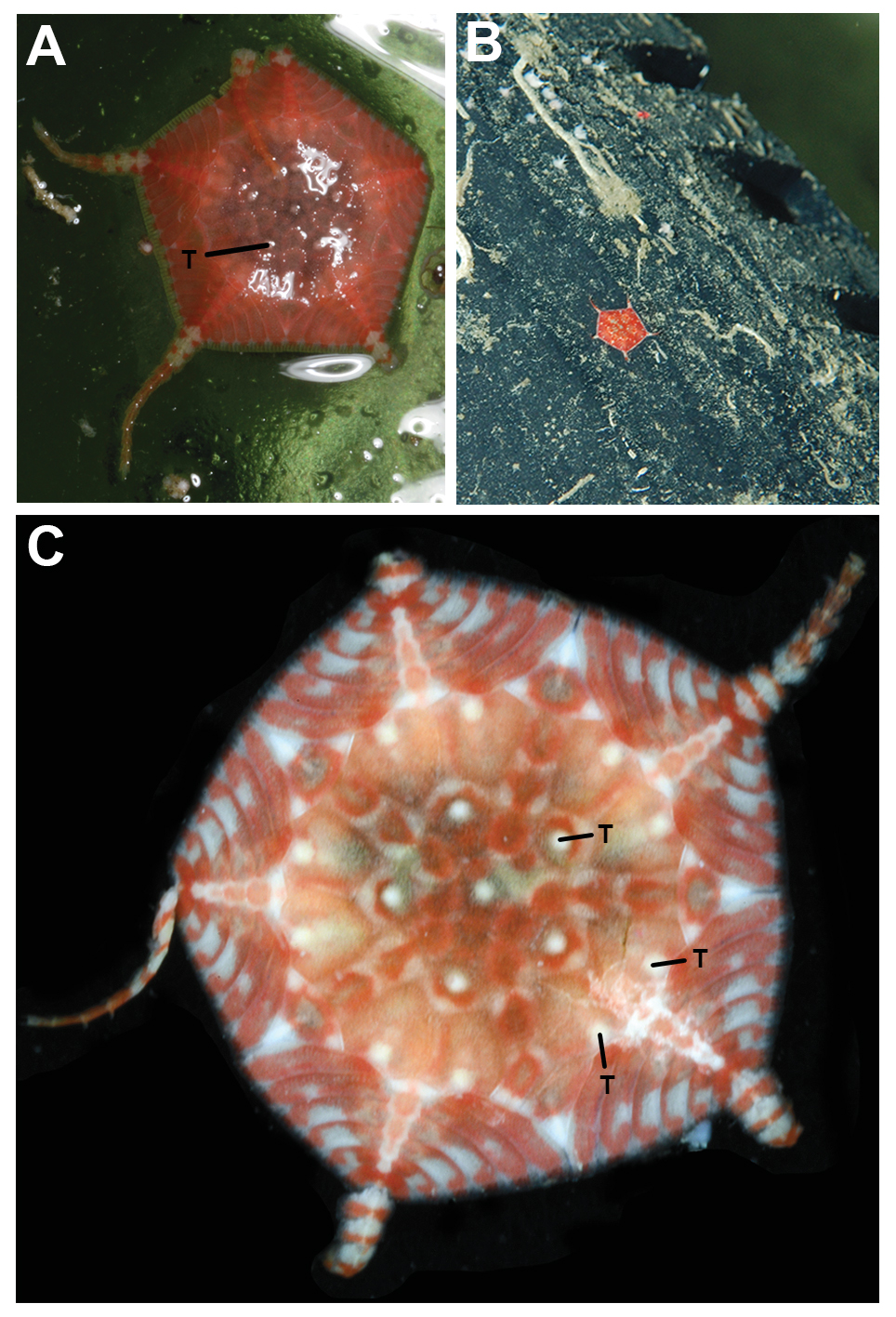
Astrophiura caroleae vivante.
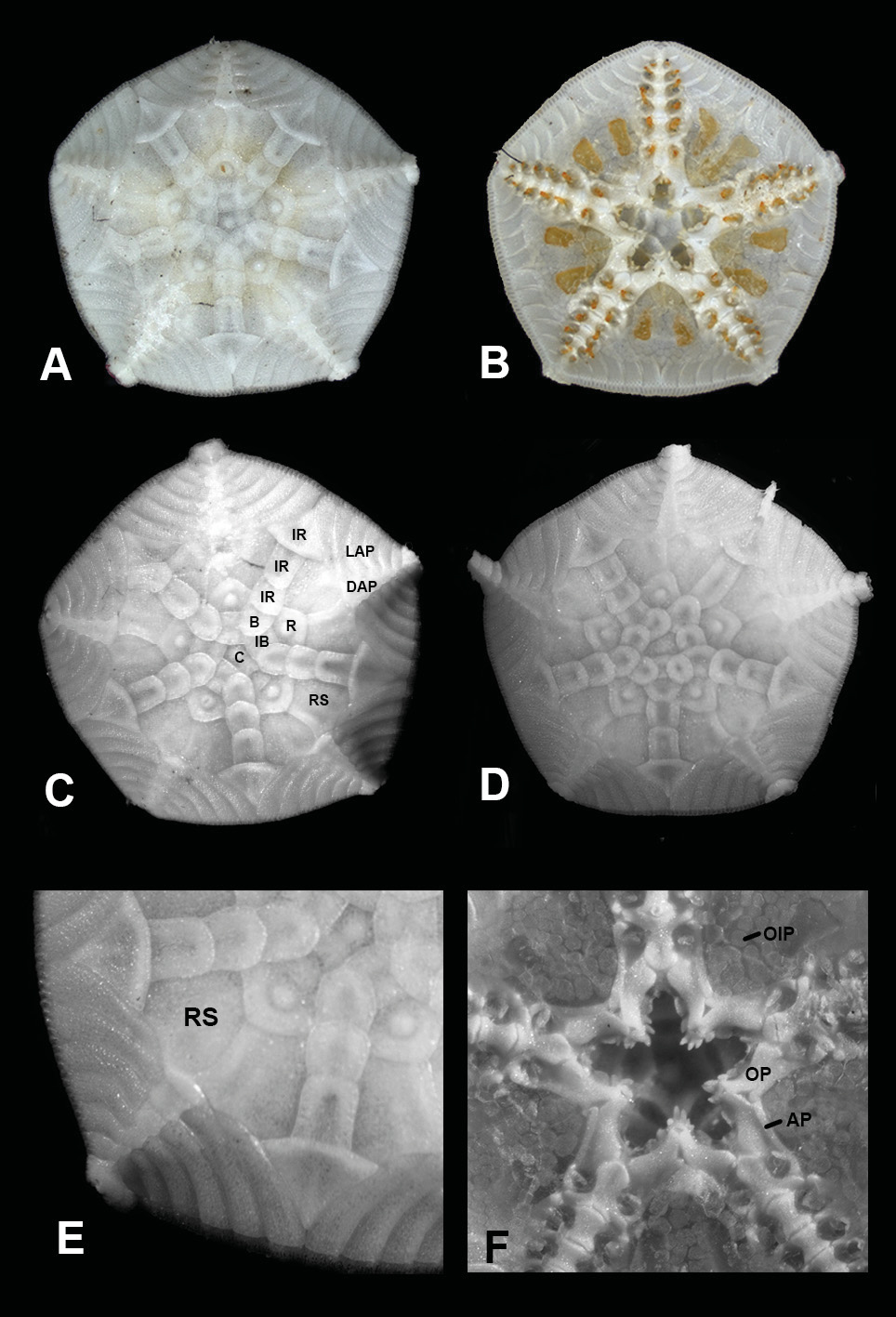
Astrophiura caroleae en laboratoire.
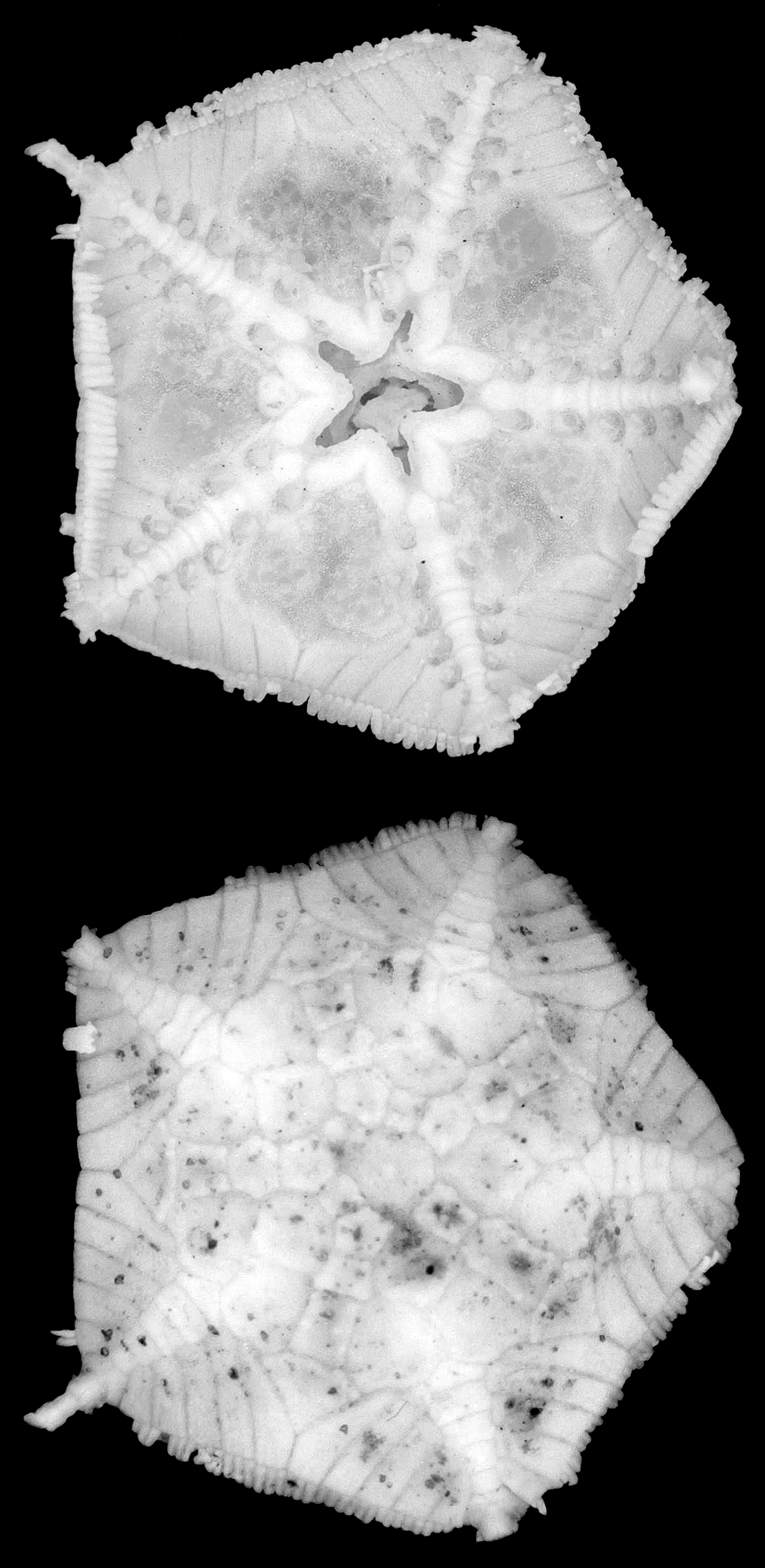
Astrophiura permira.
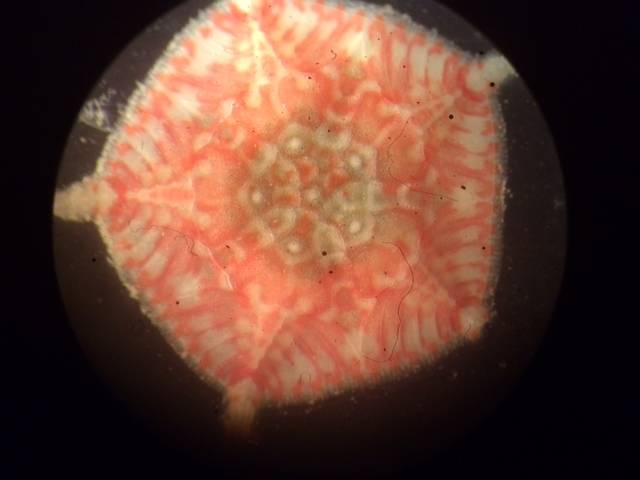
Astrophiura sp. (USNM 1298248).